# Aspergillus nidulans
Aspergillus nidulans är en svampart som först beskrevs av Eduard Eidam, och fick sitt nu gällande namn av Georg Winter 1884. Aspergillus nidulans ingår i släktet Aspergillus och familjen Trichocomaceae.

## Underarter
Arten delas in i följande underarter:
- acristatus
- echinulatus
- dentatus

## Källor

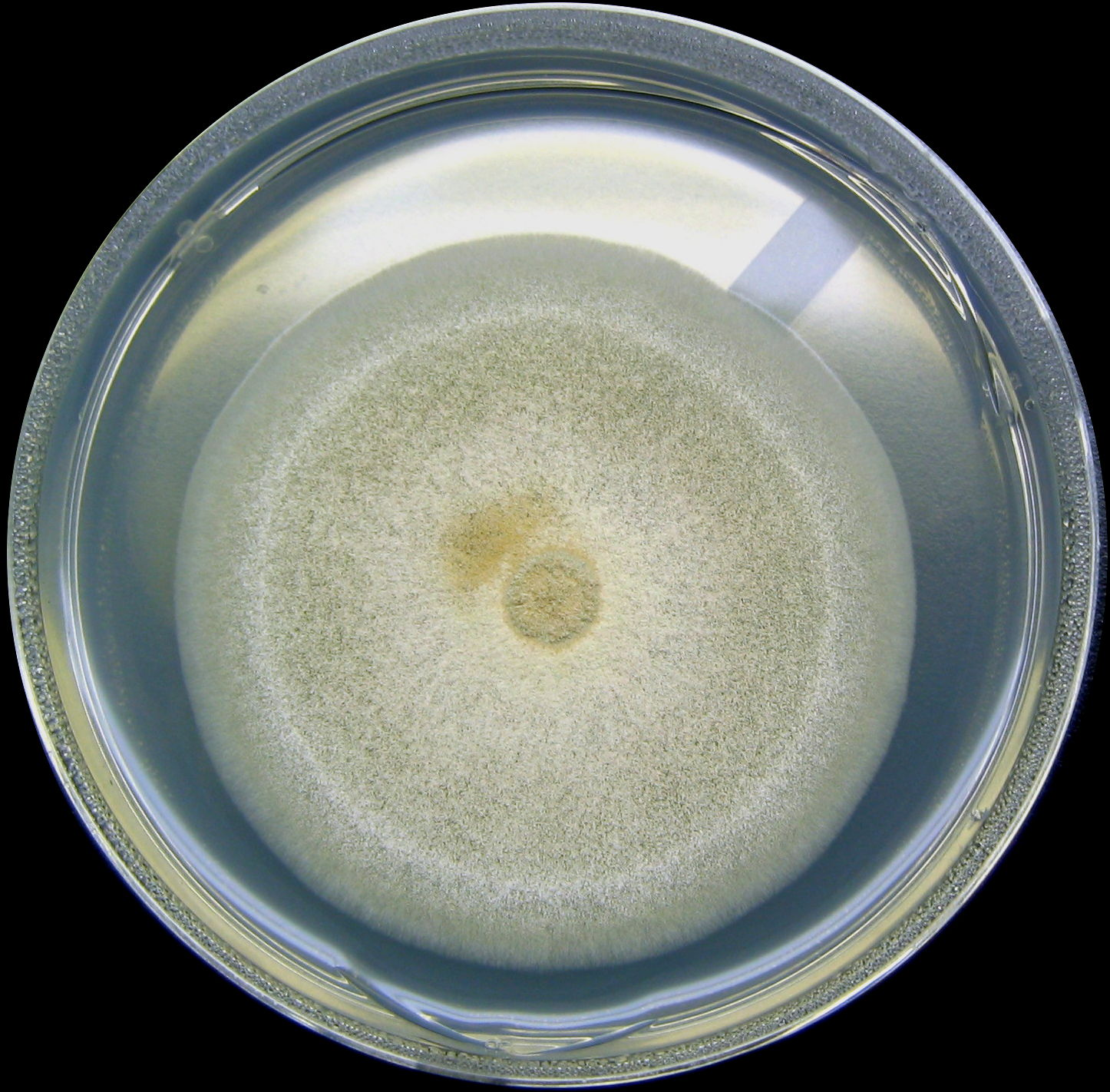